# Техарот
«Техаро́т», также «Тогорот» (др.-евр. טהרות‬ — «очищения»), — в иудаизме последний из шести разделов Мишны и Тосефты, посвящённый разбору всех видов ритуальной нечистоты.
Раздел состоит из 12 трактатов, объединяющих законы Устной Торы, посвящённых многочисленным законам ритуальной чистоты и нечистоты. Законы эти связаны с нахождением в Храме и особыми заповедями коэнов. Как в Вавилонском, так и в Иерусалимском Талмудах присутствует лишь единственный трактат из раздела «Техарот», а именно трактат «Нида́», законы которого актуальны и в наше время.
В этом разделе есть трактат того же имени — «Техарот», который в большинстве изданий Мишны занимает в разделе пятое место.